# Готовцев, Михаил Николаевич
Михаи́л Никола́евич Гото́вцев (род. 2 января 1946 года) — советский и российский животновод. Полный кавалер ордена Трудовой Славы, Герой Труда Российской Федерации (2014), почётный гражданин Республики Саха (Якутия) (2013).

## Биография
Родился в Баягантайском наслеге Усть-Алданского улуса Якутской АССР. После окончания Тандинской средней школы по комсомольской путёвке работал в совхозе имени Героя Егорова, на ферме «Мечта». Отработав на ферме пять лет, три года учился в Ленинградском ветеринарном институте, который не закончил из-за болезни.
С 1968 года проводит в своём хозяйстве селекционную племенную работу. Начиная с 1984 года, высокопродуктивный скот, выращенный Готовцевым, получает высокие награды республиканских сельскохозяйственных выставок. В 1984 году от одной фуражной коровы Михаил Николаевич надоил почти пять с половиной тысяч литров молока. Также им выращено более 200 голов племенного скота для продажи в другие районы республики.
В 1994 году Михаил Готовцев вместе с племянниками организовал крестьянское хозяйство «Удьуор». Хозяйство стало племенным в животноводстве.
«Мой скот расходится по всей республике, — говорит Готовцев. — Например, от четырёх быков, полученных от пятикратной чемпионки республики Нарыннаайы, по всей Якутии распространилось несколько тысяч удойных коров!»
Труд Готовцева государство отметило рядом наград: он стал полным кавалером ордена Трудовой Славы.
Указом Президента Российской Федерации от 20 апреля 2014 года Готовцеву присвоено звание Героя Труда Российской Федерации с вручением золотой медали «Герой Труда Российской Федерации». Вручение награды состоялось 1 мая 2014 года.

## Награды

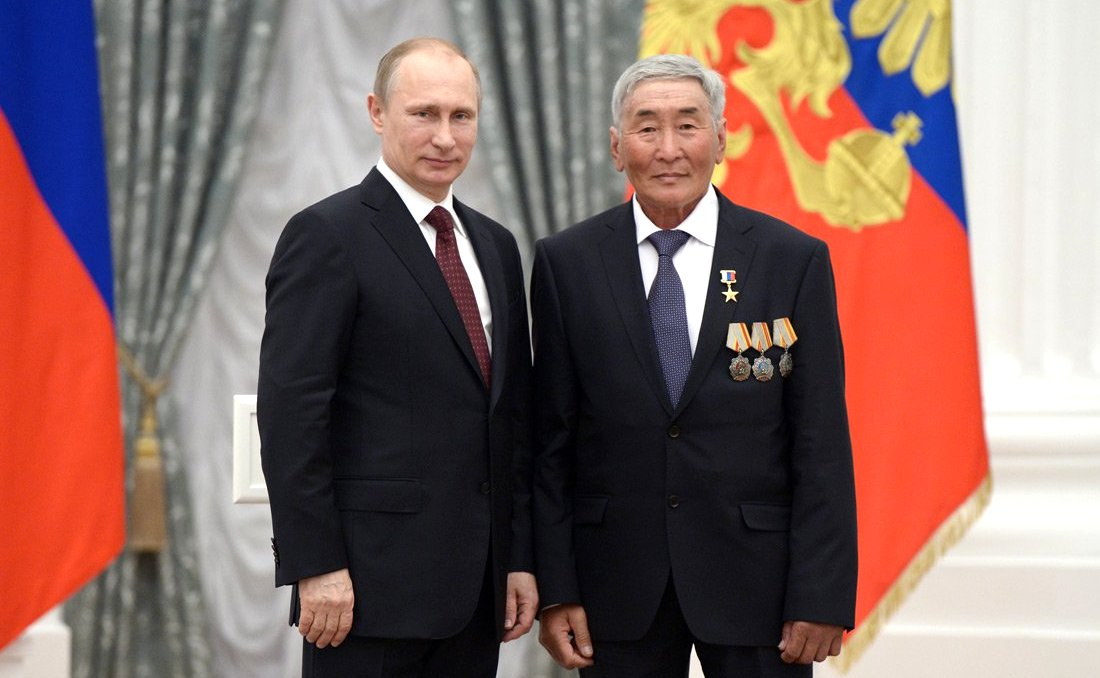
Москва, Кремль. 1 мая 2014 года. Михаил Готовцев и Президент России Владимир Путин на церемонии награждения Героев Труда Российской Федерации

- Герой Труда Российской Федерации (20 апреля 2014) — за особые трудовые заслуги перед государством и народом[3]
- Ордена Трудовой Славы I, II и III степеней (1980; 1985; 1990)
- Заслуженный работник народного хозяйства Республики Саха (Якутия)
- Лауреат Государственной премии Республики Саха (Якутия) имени Ю.  Н.  Прокопьева в области материального производства
- Почётный гражданин Республики Саха (Якутия) (25 апреля 2013) — за особые трудовые заслуги перед республикой, значительный вклад в развитие сельского хозяйства и высокие производственные показатели в племенном животноводстве[4][5]
- Почётный гражданин Усть-Алданского улуса (1990)[2]
- Имя Героя Труда Михаила Готовцева увековечено на мемориальной плите «Слава героям сельского хозяйства», установленной на здании министерства сельского хозяйства Республики Саха (Якутия) (2012)[6]
- Почётный профессор Санкт-Петербургской государственной академии ветеринарной медицины (2014)[7]